# Distretto di Termal
Il distretto di Termal è uno dei distretti della provincia di Yalova, in Turchia.

## Geografia antropica

### Suddivisioni amministrative
Il distretto è suddiviso in 1 comune (Belediye), 1 quartiere (Mahalle) e 2 villaggi (Köy)